# Mosquée Sidna Omar
La mosquée Sidna Omar (arabe : مسجد سيدنا عمر, : « Mosquée du Seigneur Omar ») est une mosquée de l'époque mamelouke située dans le quartier juif de la vieille ville de Jérusalem, près des synagogues Hourva et Ramban.
Après qu'Israël a conquis Jérusalem-Est, dont la vieille ville de Jérusalem, pendant la guerre des Six Jours, la mosquée a été fermée.

## Historique

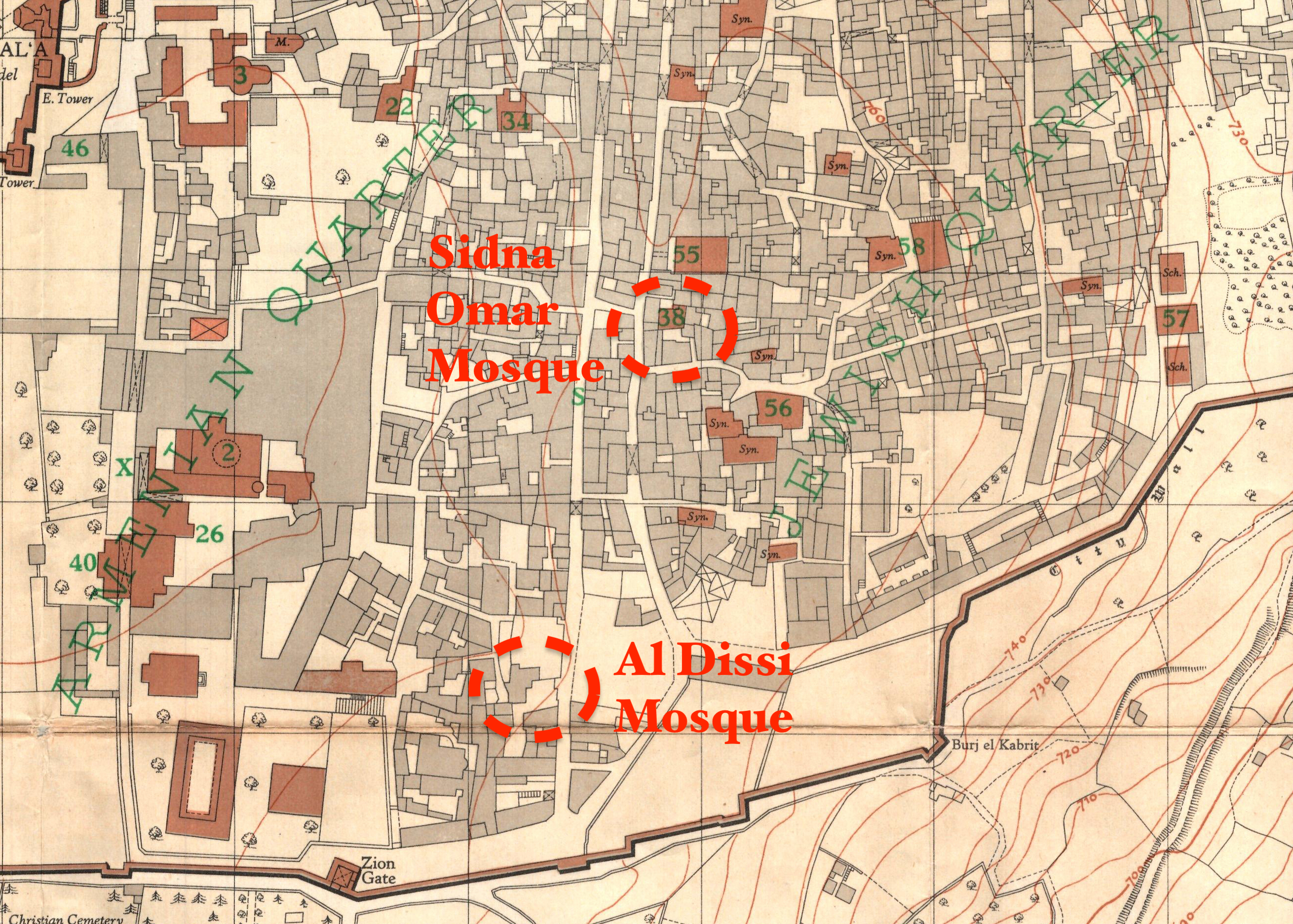
Emplacement de la mosquée, entre les quartiers arménien et juif, sur une carte du de 1936.

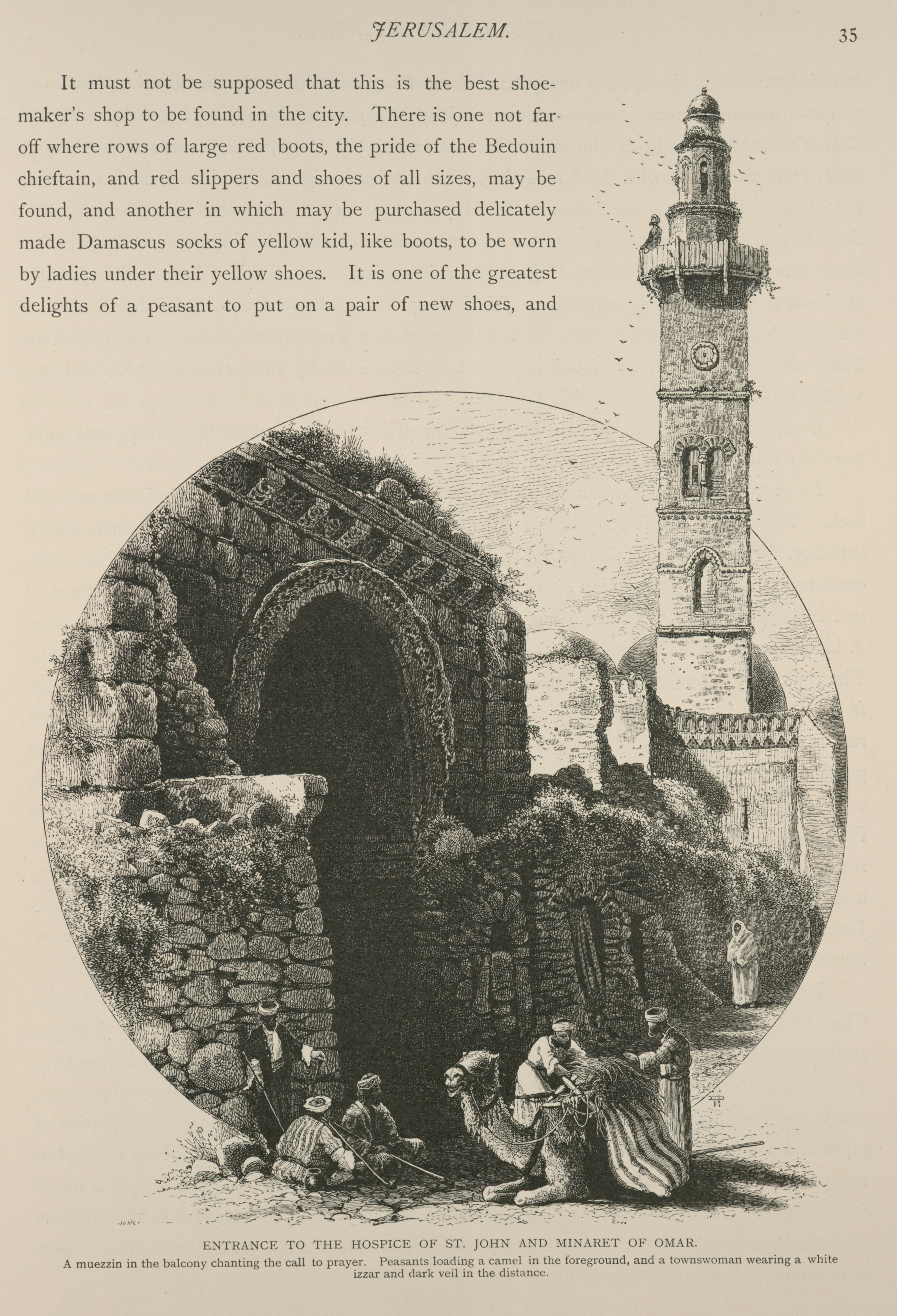
Représentation du XIXe siècle, nommée « Minaret d'Omar », montrant un muezzin au balcon scandant l'appel à la prière.

La première référence connue de la mosquée a été faite par l'historien Mujir al-Din (en) (né en 1496), qui mentionne que la mosquée a été rénovée en 1397, avec des fonds collectés et des terres données pour l'entretenir. D'après Ovadia ben Abraham, la mosquée a été construite par la mère d'un juif converti à l'islam, en consacrant à l'Islam la maison qu'il possédait, construite dans le jardin de la synagogue Ramban. Cette dernière fut fermée plus tard à la suite du harcèlement de la part de la communauté des musulmans fréquentant la mosquée.
Pendant la guerre des Six jours, le minaret a été touché par des tireurs d'élite. Il a été rénové en 1974.
D'autres rénovations du bâtiment ont été effectuées en 2019, financées par le gouvernement jordanien via le Waqf de Jérusalem, dans le but de la rouvrir, tout comme la seconde mosquée du quartier juif, la mosquée Al Dissi. Ces rénovations, qui suscitent des inquiétude des riverains juifs, semblent motivées par une rivalité entre la Jordanie et la Turquie,.

## Description
Le minaret est typique de la période mamelouke. Il s'élève sur deux étages et est surmonté d'un balcon pour le muezzin. La partie supérieure du minaret est plus étroite que sa base afin de stabiliser la structure.

## Archéologie
Certaines colonnes trouvées à l'intérieur de la mosquée ont conduit à l'associer à l'église des croisés Saint-Martin à la fin du XIXe siècle ; selon Burgoyne puisque les colonnes sont dans leur usage secondaire « ce lien ténu entre la mosquée et l'église ne peut être maintenu ».